# Belčići
Belčići je vesnice v Chorvatsku v Záhřebské župě. Je součástí opčiny města Jastrebarsko, od něhož se nachází 7 km severozápadně. V roce 2011 zde žilo 91 obyvatel.
Sousedními vesnicemi jsou Gorica Svetojanska, Miladini a Srednjak.